# Oberkirch (Svizzera)
Oberkirch (, toponimo tedesco) è un comune svizzero di 5 068 abitanti del Canton Lucerna, nel distretto di Sursee.

## Geografia fisica
Il territorio di Oberkirch comprende parte del lago di Sempach.

## Monumenti e luoghi d'interesse
- Chiesa parrocchiale cattolica di San Pancrazio, eretta nell'800 circa e ricostruita nel tardo Medioevo, nel 1687 e nel 1967-1968 da Fritz Metzger[3][4].

## Società

### Evoluzione demografica
L'evoluzione demografica è riportata nella seguente tabella:
Abitanti censiti

### Istituzioni, enti e associazioni
A Oberkirch dal 1972 ha sede il centro di formazione della Società svizzera degli impresari-costruttori (Unterer Leidenberg das Ausbildungszentrum des Schweizerischen Baumeisterverbands).

## Economia

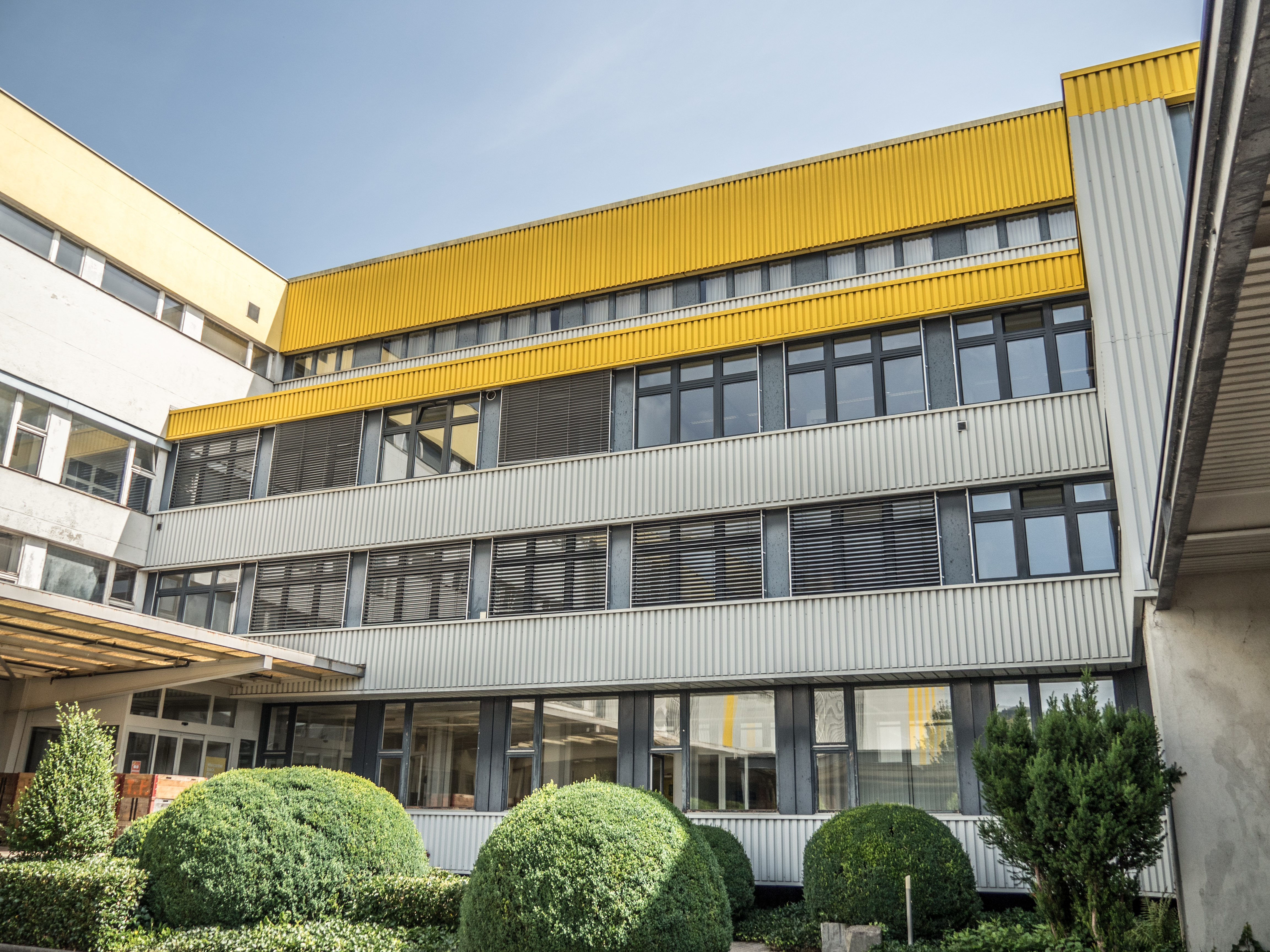
La sede della Calida

L'economia locale si basa prevalentemente sul settore terziario; a Oberkirch ha sede l'azienda tessile Calida.

## Infrastrutture e trasporti
Oberkirch è servito dall'omonima stazione sulla ferrovia Olten-Lucerna.